# 3. ŽNL Bjelovarsko-bilogorska 2013./14.
Ovaj članak je podtema članka: 6. rang HNL-a 2013./14.

3. ŽNL Bjelovarsko-bilogorska u sezoni 2013./14. je predstavljala treći stupanj županijske lige u Bjelovarsko-bilogorskoj županiji, te ligu šestog stupnja hrvatskog nogometnog prvenstva. 
 
Liga je igrana u dvije skupine: 
- Jug – 10 klubova, prvak "Bršljanica" iz Velike Bršljanice.
- Sjever – 10 klubova, prvak "Polet" iz Narte.

Reorganizacijom ligaškog sustava za sezonu 2013./14., "3. ŽNL Bjelovarsko-bilogorska" je postala ligom sedmog stupnja.  

## Sustav natjecanja
U obje skupine je 10 klubova igralo dvokružnu ligu (18 kola). 

## Jug

### Ljestvica
| mj. | klub                           | ut. | pob. | ner. | por. | gol+ | gol- | bod | bod- |
| --- | ------------------------------ | --- | ---- | ---- | ---- | ---- | ---- | --- | ---- |
| 1.  | Bršljanica (Velika Bršljanica) | 18  | 18   | 0    | 0    | 85   | 22   | 54  |      |
| 2.  | Ribar Kaniška Iva              | 18  | 14   | 0    | 5    | 69   | 25   | 42  |      |
| 3.  | Ilova Tomašica                 | 18  | 12   | 2    | 4    | 68   | 30   | 38  |      |
| 4.  | Dišnik                         | 18  | 12   | 1    | 5    | 53   | 31   | 33  | -4   |
| 5.  | Junak Veliki Pašijan           | 18  | 8    | 3    | 7    | 48   | 44   | 27  |      |
| 6.  | Vihor Kapelica                 | 18  | 6    | 3    | 9    | 34   | 47   | 21  |      |
| 7.  | Polet Uljanik                  | 18  | 3    | 5    | 10   | 28   | 51   | 12  | -2   |
| 8.  | Imsovac                        | 18  | 4    | 0    | 14   | 33   | 57   | 12  |      |
| 9.  | Moslavina Velika Trnovitica    | 18  | 2    | 2    | 14   | 17   | 79   | 8   |      |
| 10. | Radnički Veliko Vukovje        | 18  | 3    | 0    | 15   | 35   | 84   | 7   | -2   |

### Rezultatska križaljka
| kratica | klub                           | BRŠ | DIŠ | ILO | IMS | JUN | MOS | POL | RAD | RIB | VIH |
| --- | ------------------------------ | --- | --- | --- | --- | --- | --- | --- | --- | --- | --- |
| BRŠ | Bršljanica (Velika Bršljanica) |     |     |     |     |     |     |     |     |     |     |
| DIŠ | Dišnik                         |     |     |     |     |     |     |     |     |     |     |
| ILO | Ilova Tomašica                 |     |     |     |     |     |     |     |     |     |     |
| IMS | Imsovac                        |     |     |     |     |     |     |     |     |     |     |
| JUN | Junak Veliki Pašijan           |     |     |     |     |     |     |     |     |     |     |
| MOS | Moslavina Velika Trnovitica    |     |     |     |     |     |     |     |     |     |     |
| POL | Polet Uljanik                  |     |     |     |     |     |     |     |     |     |     |
| RAD | Radnički Veliko Vukovje        |     |     |     |     |     |     |     |     |     |     |
| RIB | Ribar Kaniška Iva              |     |     |     |     |     |     |     |     |     |     |
| VIH | Vihor Kapelica                 |     |     |     |     |     |     |     |     |     |     |
| |                                |     |     |     |     |     |     |     |     |     |     |
| podebljan rezultat - utakmice od 1. do 9. kola (1. utakmica između klubova) rezultat normalne debljine - utakmice od 10. do 18. kola (2. utakmica između klubova) rezultat nakošen - nije vidljiv redoslijed odigravanja međusobnih utakmica iz dostupnih izvora rezultat smanjen * - iz dostupnih izvora nije uočljiv domaćin susreta prekrižen rezultat - poništena ili brisana utakmica p - utakmica prekinuta 3:0 p.f. / 0:3 p.f. - rezultat 3:0 bez borbe n.i. - nije igrano |                                |     |     |     |     |     |     |     |     |     |     |

 Izvori: 

## Sjever

### Ljestvica
| mj. | klub                           | ut. | pob. | ner. | por. | gol+ | gol- | bod |
| --- | ------------------------------ | --- | ---- | ---- | ---- | ---- | ---- | --- |
| 1.  | Polet Narta                    | 18  | 12   | 5    | 1    | 73   | 22   | 41  |
| 2.  | Moslavina Donja Petrička       | 18  | 11   | 3    | 4    | 62   | 29   | 36  |
| 3.  | Korenovo (Veliko Korenovo)     | 18  | 10   | 5    | 3    | 49   | 27   | 35  |
| 4.  | Zvijerci (Bjelovar – Zvijerci) | 18  | 10   | 3    | 5    | 39   | 29   | 33  |
| 5.  | Slavija Severin                | 18  | 8    | 3    | 7    | 48   | 32   | 27  |
| 6.  | Bedenik                        | 18  | 7    | 4    | 7    | 32   | 33   | 25  |
| 7.  | Hrvatski Sokol Podgorci        | 18  | 7    | 3    | 8    | 45   | 46   | 24  |
| 8.  | Galovac                        | 18  | 6    | 2    | 10   | 51   | 70   | 20  |
| 9.  | Signal Obrovnica               | 18  | 2    | 2    | 14   | 23   | 64   | 8   |
| 10. | Hajduk Lipovo Brdo             | 18  | 1    | 2    | 15   | 22   | 92   | 5   |

### Rezultatska križaljka
| kratica | klub                           | BED | GAL | HAJ | HRVS | KOR | MOS | POL | SIG | SLA | ZVI |
| --- | ------------------------------ | --- | --- | --- | ---- | --- | --- | --- | --- | --- | --- |
| BED | Bedenik                        |     |     |     |      |     |     |     |     |     |     |
| GAL | Galovac                        |     |     |     |      |     |     |     |     |     |     |
| HAJ | Hajduk Lipovo Brdo             |     |     |     |      |     |     |     |     |     |     |
| HRVS | Hrvatski Sokol Podgorci        |     |     |     |      |     |     |     |     |     |     |
| KOR | Korenovo (Veliko Korenovo)     |     |     |     |      |     |     |     |     |     |     |
| MOS | Moslavina Donja Petrička       |     |     |     |      |     |     |     |     |     |     |
| POL | Polet Narta                    |     |     |     |      |     |     |     |     |     |     |
| SIG | Signal Obrovnica               |     |     |     |      |     |     |     |     |     |     |
| SLA | Slavija Severin                |     |     |     |      |     |     |     |     |     |     |
| ZVI | Zvijerci (Bjelovar – Zvijerci) |     |     |     |      |     |     |     |     |     |     |
| |                                |     |     |     |      |     |     |     |     |     |     |
| podebljan rezultat - utakmice od 1. do 9. kola (1. utakmica između klubova) rezultat normalne debljine - utakmice od 10. do 18. kola (2. utakmica između klubova) rezultat nakošen - nije vidljiv redoslijed odigravanja međusobnih utakmica iz dostupnih izvora rezultat smanjen * - iz dostupnih izvora nije uočljiv domaćin susreta prekrižen rezultat - poništena ili brisana utakmica p - utakmica prekinuta 3:0 p.f. / 0:3 p.f. - rezultat 3:0 bez borbe n.i. - nije igrano |                                |     |     |     |      |     |     |     |     |     |     |

 Izvori: 

## Vanjske poveznice
- nsbbz.hr, Nogometni savez Bjelovarsko-bilogorske županije